# مارینا لوگویننکو
مارینا لوگویننکو (روسی: Марина Викторовна Логвиненко؛ زادهٔ ۱ سپتامبر ۱۹۶۱) تیرانداز اهل روسیه بود.
وی در مسابقات کشوری و بین‌المللی در مجموع برندهٔ ۷ مدال طلا، ۳ مدال نقره، ۴ مدال برنز شده‌است.